# هرم البيانات-المعلومات-المعرفة-الحكمة

هرم DIKW: كل خطوة للأعلى في الهرم تخلق قيمة بناءً على البيانات الأولية، ويمكن استخدامها للإجابة عن أسئلة عالية المستوى

هرم البيانات-المعلومات-المعرفة-الحكمة هو نموذج للتحويل البيانات (المعطيات)  إلى قرارات حكيمة عبر تحويل البيانات إلى معلومات ثم إلى معارف تستمد منها تلك القرارات. ويسمى بالإنكليزية DIKW pyramid وهو اختصار لكلمات data - information - knowledge - wisdom  وهي العناصر التي تشكل سلسلة هرم المعلومات.
تعتبر هرمية المعرفة مدخلا نمطيا للباحثين للتعرف حول ماهية المعرفة وكيفية التعامل معها. فحتى منتصف القرن، كان ينظر للمعرفة على انها اشياء objcet متاحه في الطبيعة تحتاج لمزيد من الفحص والتدقيق والتمييز عن باقي الالفاض المحيطة بها كالبيانات والمعلومات والحكمة وذلك ضمن بناء هرمي، وعلى هذا الاساس تم تشكيل أول هرمية على يد المفكر الإداري nicholas l. henry التي نشرها في مقالته سنة 1974 مشكلا بذلك نواة المدرسة التقليدية للمعرفة.
البيانات: هي المادة الخام والمدركات التي ندركها بحواسنا مثل الايماءات ولغة الجسد. كما تعبر عن مجموعة الحقائق الموضوعية غير المترابطة عن الاحداث ولا تقدم احكاما أو تفسيرات أو قواعد للعمل، وهي حقائق غير مصقولة ضمن اشكال مختلفة قد تكون ارقاما حروفا أو كلمات أو اشارات. والبيانات بطبيعتها لا تفيد ضمن تكوينها الاولي الا بعد اخضاعها لعمليات التحليل والتفسير وتحويلها لمعلومات.
المعلومات: تعد البيانات الركيزة الاساسية للمعلوامت فهي المتغير المستقل اما المعلومات فهي المتغير التابع. وهي عبارة عن نتاج معالجة البيانات بعد اخضاعها لمجموعة من العمليات والانشطة مثل التحليل والتركيب لإستخلاص ما تتضمنه البيانات من مؤشرات وعلاقات ومقارنات وموازنات وعمليات حسابية.
الحكمة: تمثل الحكمة سنام الهرم المعرفي وتعكس درجة العمق والنضوج الفكري الذي ينقل مالكها نحو منزلة الحكماء تعبر الحكمة عن قناعة راسخة ونظر في المآل واستخلاص للعاقبة بعد استشراف للمستقبل ومعرفة للمقاصد، ومهما اتسعت المعرفة تظل أحد مكونات الحكمة. فالعالم يقوم بتفكيك المعرفة تمهيدا لاستيعابها اما الحكيم فيقوم بتركيب المعرفة لبناء وتشكيل المفاهيم العامة في سبيل الوصول إلى رؤية شاملة تندمج فيها معطيات الماضي والحاضر والمستقبل.